# 斯托德

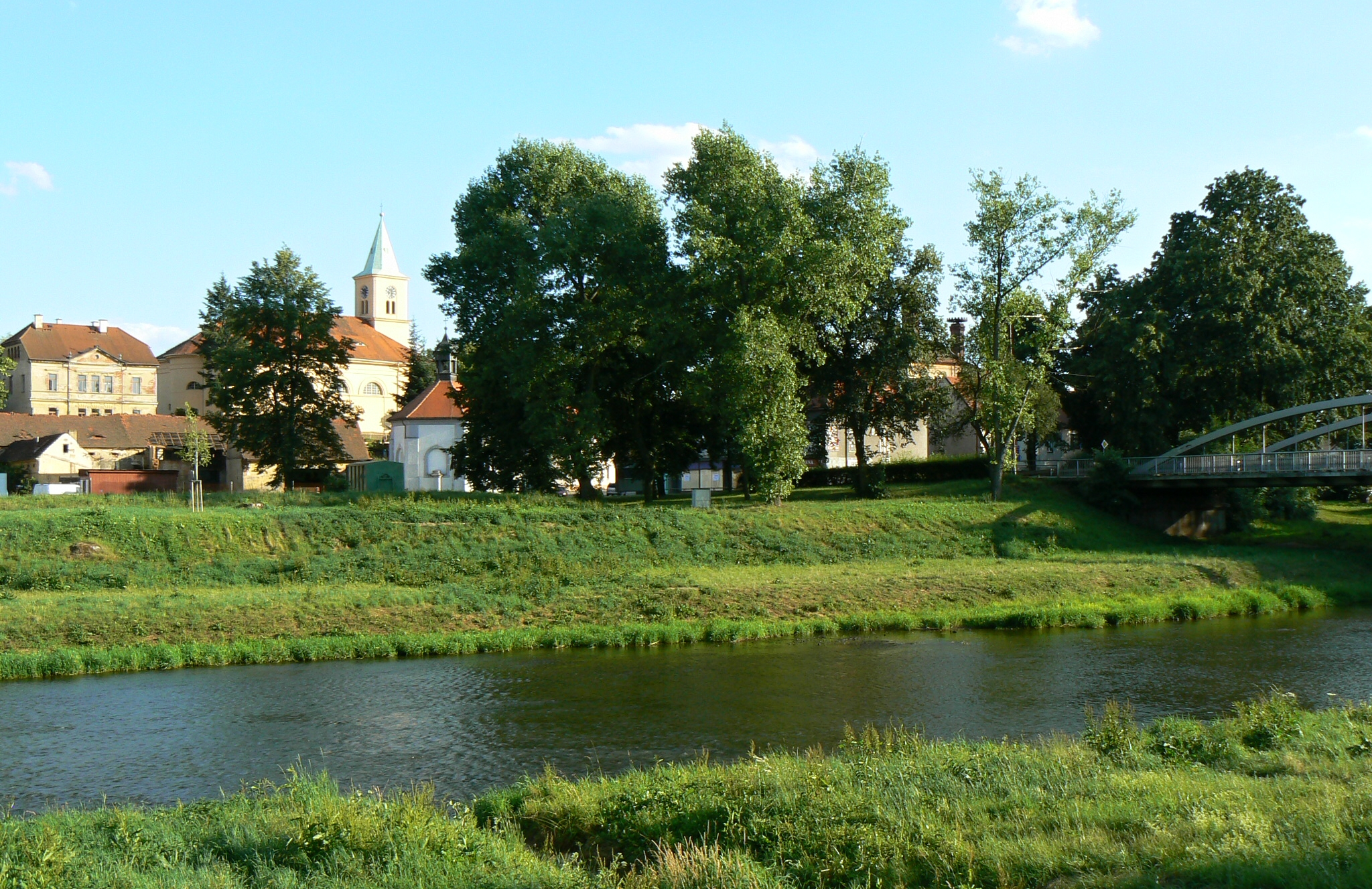

斯托德是捷克的城鎮，位於該國西部拉德布扎河畔，距離首府皮爾森20公里，由比爾森州負責管轄，面積20.02平方公里，海拔高度337米，2006年人口3,620。